# Кралицька Біблія

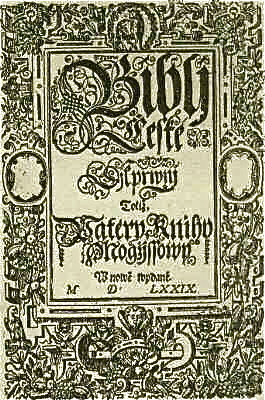
Кралицька Біблія, заголовна сторінка, перше видання

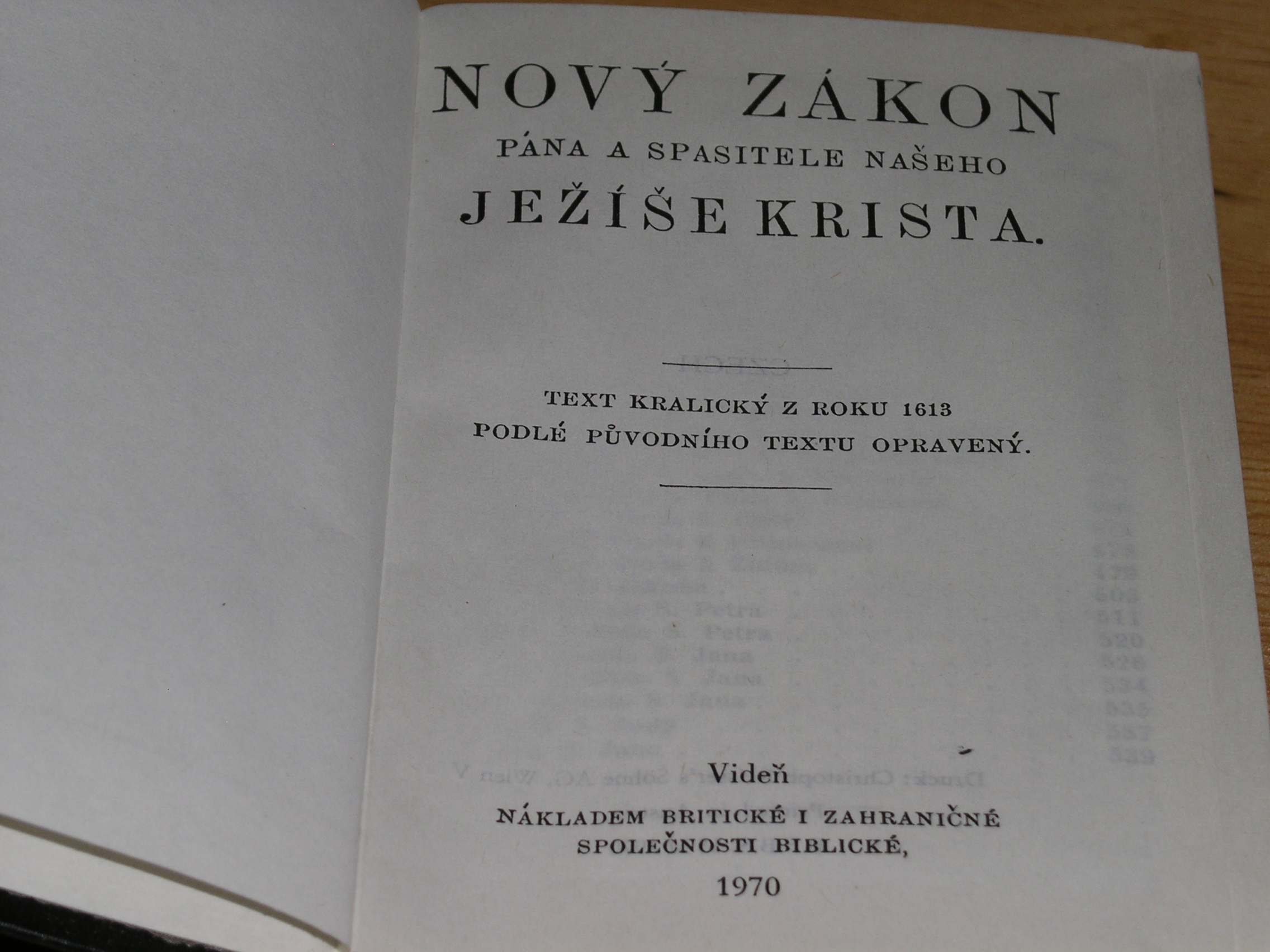
«Новий Завіт Господа і Спасителя нашого, Ісуса Христа» чеською мовою, перевидання Кралицької Біблії, 1994

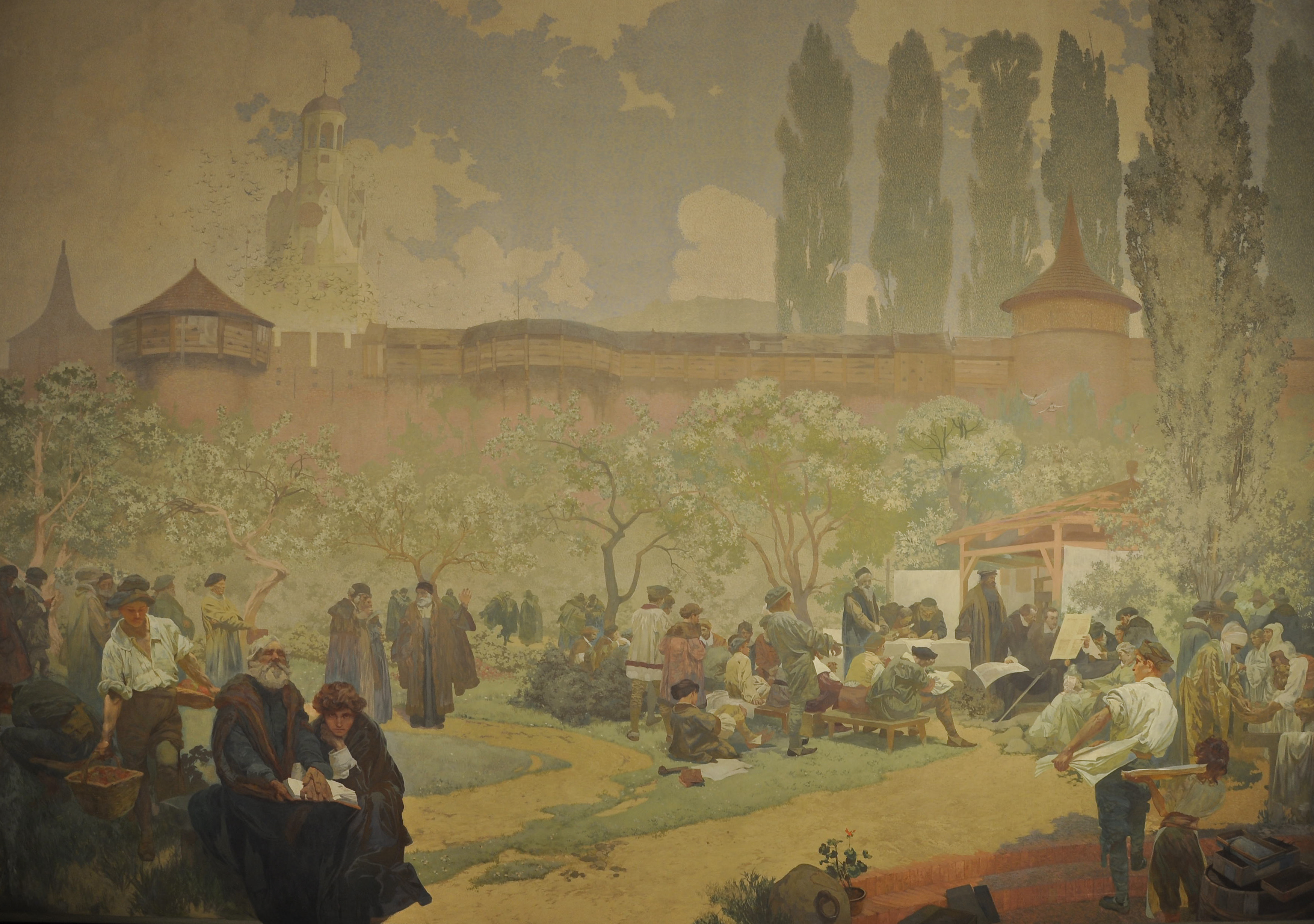
Альфонс Муха. Іванчицька школа — колиска Кралицької Біблії

Кралицька Біблія (чеськ. Bible kralická) — перший повний переклад Біблії на чеську мову, виконаний в протестантському каноні  чеськими братами, видрукувана в місті Кралиця-над-Ославоу (звідси і взято назву) між 1579 і 1593.
Братів благословив на цю справу Ян Благослав, який переклав з грецької Новий Завіт в 1564. Біблія видана на рахунок моравського пана Яна з Жеротіна, великого прихильника Братської громади, в 6 частинах (від чого вона називається Šestidilná; 2-е вид. 1596, 3-є вид. 1613). Цей переклад, в якому, крім Благослава, брали участь брати Андрій Штефан, Ісайяш Цибулька, Мікулаш Альбрехт з Кам'янка, Юрій Стріц, Ян Капіта (Главач), Павло Есень, Ян Еффрейм, Лукаш Гелліц, а в подальшому перегляді Самуїл Сушицкий і Адам Феліні.
У перше видання увійшли 6 томів, а найпопулярнішим стало третє видання 1613 року, яке вийшло величезним тиражем і стало найпопулярнішим і найвідомішим перекладом Біблії на чеську мову.
«Кралицька Біблія» сприяла поширенню чеської мови в землі словаків; занесена вона туди була гуситами .
У 1994-2009 євангельські християни опублікували новий переклад під назвою «Нова Кралицька Біблія», який був заснований не на традиційній Біблії. Тому переклад також відомий як «Біблія в перекладі XXI століття».

## Див. Також
- Чеські переклади Біблії
- Слов'янські переклади Біблії